# Mautodontha acuticosta
Mautodontha acuticosta foi uma espécie de gastrópodes da família Charopidae.
Foi endémica da Polinésia Francesa.